# Rudolf von Bennigsen (Gouverneur)

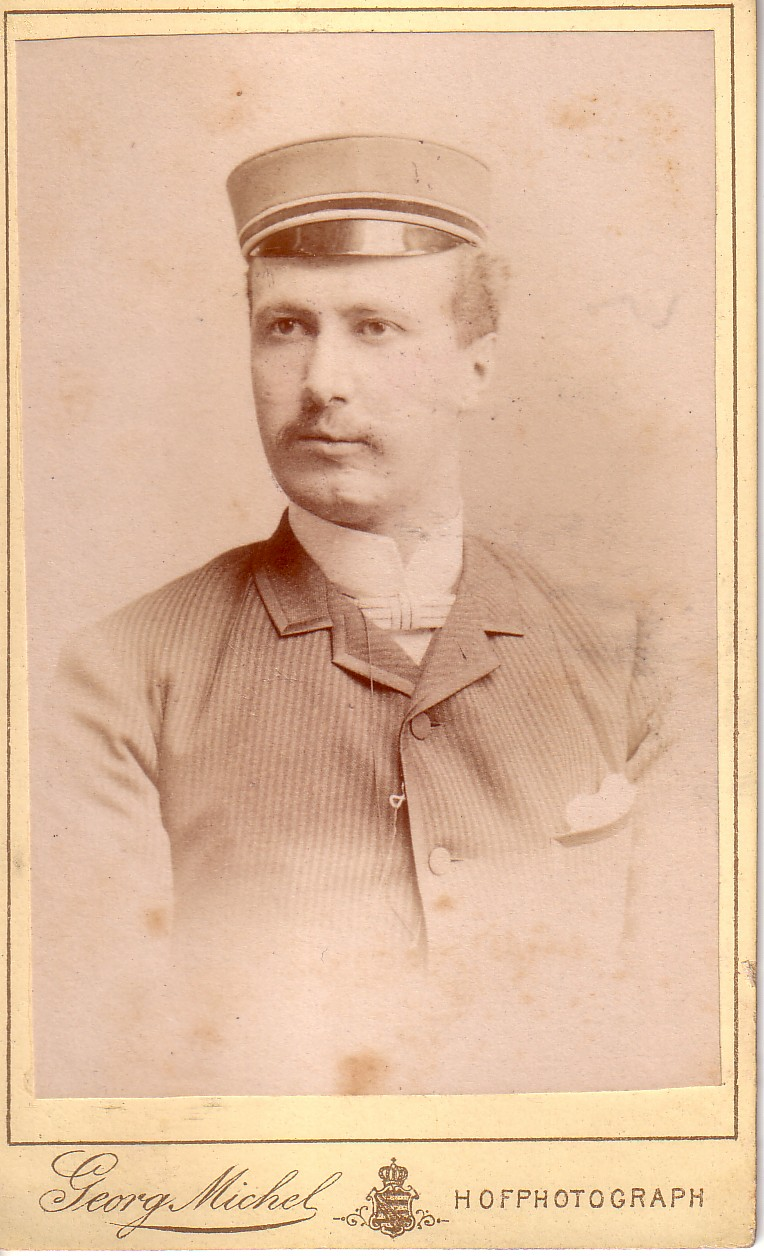
Rudolf von Bennigsen als Mitglied des Corps Suevia Straßburg, um 1879

Rudolf von Bennigsen (* 12. Mai 1859 auf Gut Bennigsen bei Springe; † 3. Mai 1912 in Berlin) war ein deutscher Kolonialbeamter.

## Leben
Rudolf von Bennigsen war ein Sohn des Reichstagsabgeordneten Rudolf von Bennigsen. Er entstammte dem niedersächsischen Adelsgeschlecht von Bennigsen, das nach seinem Gut Bennigsen bei Springe benannt wurde. Seine Mutter war Anna, geb. von Reden (1834–1902). Nach dem Abitur in Hannover studierte er an der Kaiser-Wilhelms-Universität in Straßburg sowie an den Universitäten Berlin und Göttingen Rechtswissenschaft und wurde 1878 Mitglied des dortigen Corps Suevia. Als es Mitte der 1880er Jahre in Not war, wurde er noch einmal aktiv und focht als Assessor auf die Erste Charge. Dafür verlieh ihm Suevia später die Ehrenmitgliedschaft. Nach ihm wurde 1941 die SC-Kameradschaft des Corps benannt.
Rudolf von Bennigsen absolvierte von 1883 bis 1887 sein Referendariat und war anschließend bis 1888 Regierungsassessor im Reichsland Elsaß-Lothringen. Von 1889 bis 1892 war er Landrat des preußischen Kreises Peine. Im Jahr 1893 wurde er Finanzdirektor in der Kolonie Deutsch-Ostafrika, wo er auch als Stellvertreter des dortigen Gouverneurs fungierte. In Deutsch-Ostafrika wurde, auf von Bennigsen Vorschlag hin, 1897 die „Hüttensteuer“ eingeführt, deren rücksichtslose Eintreibung in den Folgejahren zu zahllosen Aufständen in der einheimischen Bevölkerung führte.
Am 1. April 1899 wurde von Bennigsen zum ersten Gouverneur von Deutsch-Neuguinea und dem Inselgebiet der Karolinen, Palauinseln und Marianen ernannt. Im selben Jahr verlegte er den Sitz der Kolonialverwaltung von Friedrich-Wilhelm-Hafen auf Kaiser-Wilhelms-Land nach Herbertshöhe (heute Kokopo) auf der Insel Neupommern (heute Neubritannien). Rudolf von Bennigsen war hauptsächlich damit beschäftigt, den kolonialen Machtanspruch des Deutschen Reiches mit Strafexpeditionen durchzusetzen – er selbst sprach davon, „verwahrloste Zustände der Kolonie Deutsch-Neuguinea zu ordnen“. Im Juni 1900 war Robert Koch während seiner Neuguinea-Expedition zur Erforschung der Malaria Gast von Rudolf von Bennigsen in Herbertshöhe. Ob aus politischen oder gesundheitlichen Gründen bleibt undeutlich, aber am 10. Juli 1901 beendete von Bennigsen seine Dienstzeit in Deutsch-Neuguinea mit der Übergabe des Gouverneursamtes an Albert Hahl. 
1902 wurde von Bennigsen Vorstandsmitglied der Deutschen Kolonialgesellschaft für Südwestafrika. Von 1904 bis 1909 war er Vertreter der Kölnischen Zeitung in Berlin, von 1909 bis 1912 Direktor der Deutschen Kolonialgesellschaft für Südwestafrika, in deren Auftrag er 1903 und 1910 Reisen nach Deutsch-Südwestafrika machte.
Rudolf von Bennigsen war nicht verheiratet.